# Matea Vrdoljak
Matea Vrdoljak (19. studenoga 1985.) je hrvatska košarkašica, članica hrvatske košarkaške reprezentacije. Igra na mjestu beka šutera.  Članica je belgijskog Castors Brainea.

## Karijera
U karijeri je igrala za rumunjski Sportul Studentesc, portugalske Lombos Quintu i za Alques (Sport Algés e Dafundo), poljski Tecza Leczno, bh. klub Čelik i za hrvatski Ragusu.
2008. je bila u skupini igračica koje je pozvao izbornik Nenad Amanović na pripreme za EP 2009. godine.